# Небо и земля (фильм, 1994)
«Небо и земля» (иер. трад. 天與地, упр. 天与地, кант.-рус.: Тхинь ю тэй, палл.: Тянь юй ди, англ. Tian Di) — гонконгский криминальный драматический боевик 1994 года, снятый Дэвидом Лаем по сценарию Айчи Чань, с Энди Лау в главной роли. По сюжету комиссар по запрету торговли опиумом отправляется в Шанхай, где противостоит союзу местной полиции и наркоторговцев.

## Сюжет
Чён Ятпхан, уроженец Кантона, недавно вернувшийся из Франции в Нанкин после обучения, был назначен китайским правительством первым комиссаром по запрету торговли опиумом. Он вместе со своей женой Соусоу отправляется в Шанхай, чтобы бороться с незаконной торговлей опиумом, но по прибытии молодой мальчик рассказывает ему о коррумпированной полиции города, сговорившейся с наркобаронами. Комиссар полиции Шанхая Нгай Кхуань организует торжественный банкет в честь прибытия Ятпхана, на котором Кхуань скрытно угрожает и пытается подкупить гостя. Ятпхан в гневе покидает вечеринку, увидев, что многие чиновники курят опиум, и заявляет, что будет беспощадно пресекать употребление наркотиков и наркоторговлю.
Ятпхан получает информацию о торговле наркотиками на кирпичном заводе и устраивает облаву, но в итоге понимает, что это был план комиссара полиции, чтобы развести его. Позже Ятпхан узнаёт, что один из его подчинённых, Саньтун Мау (Шаньдунский Кот), пристрастился к опиуму, и увольняет его, но тот убеждает его, что он его единственный верный и некоррумпированный сотрудник. Они вместе начинают работать над конфискацией и ликвидацией нелегального опиума, что злит наркобарона Пола Тая, который в ответ приказывает комиссару полиции убить беременную Соусоу, что приводит к выкидышу. Разъярённый Ятпхан публично бьёт Тая и объявляет его убийцей своего нерождённого ребёнка.
Поскольку у многих владельцев опиумных магазинов комиссар Чён конфисковал товары, Тай предлагает им продавать упакованный кокаин, что подслушивает недавно назначенный помощник Ятпхана, Джин Ву, которая работает под прикрытием в кинотеатре наркобарона. Она сообщает своему начальнику о наркобазе Тая в горах, и они совершают на неё набег, успешно убивая приспешников Тая и конфисковывая наркотики после участия в крупной перестрелке. Однако однажды ночью комиссар Чён попадает в засаду убийц начальника полиции, где Соусоу убивают, в то время как Джин похищают Тай и Нгай, чтобы допросить её о местонахождении кокаина, но она совершает самоубийство, не выдав секрет. Нгай похищает Чёна и вводит ему наркотики, делая фотографию с ним, курящим опиум, которая затем попадает в заголовки газет, прежде чем задержать его в полицейском участке. Саньтун Мау, вооружённый пулеметом, расстреливает полицейский участок и берёт комиссара полиции в заложники, спасая тем самым Ятпхана, но Мау ловят, а Ятпхан убегает и побеждает нескольких продажных полицейских. Перед смертью Мау умудряется манипулировать Нгаем, заставляя его подозревать Тая.
Ятпхан размещает конфискованный кокаин в кинотеатр Тая, а затем заманивает Нгая туда во время премьеры нового фильма. Там он показывает отредактированные кадры того, как Тай забирает себе партию кокаина, что злит Нгая, который затем находит кокаин за экраном и пытается застрелить Тая, но последний убивает его. Тай также приказывает своим подчинённым убить зрителей кинотеатра, чтобы избавиться от свидетелей. Комиссар Чён, прячущийся за будкой проектора и записывающий инцидент на плёнку, пойман одним из людей Тая, с которым он сражается и побеждает, прежде чем убежать с отснятым материалом и убить ещё нескольких подчинённых Тая. Человек, с которым только что сражался Ятпхан, внезапно встаёт и пытается задушить оппонента, но тот сбрасывает его с балкона, а сам спрыгивает вниз и ударом выносит Тая через стену и экран кинотеатра. Однако Тай остаётся в живых, но притворяется мёртвым. Ятпхан передаёт отснятый материал своему начальнику-генералу и садится на поезд, следующий в Кантон. Во время их прощания начальник убивает Ятпхана, заявляя, что он «родился не в то время». Общественности сообщается, что Чён Ятпхан покончил жизнь самоубийством, опасаясь последствий за свои преступления, а Пол Тай был освобождён без предъявления каких-либо обвинений.

## В ролях
Примечание: имена персонажей даны в кантонской романизации.
| Актёр       | Роль                          |
| ----------- | ----------------------------- |
| Энди Лау    | Чён Ятпхан                    |
| Дамиан Лау  | Пол Тай Чаймань               |
| Чери Чань   | Соусоу                        |
| Гу Баомин   | Нгай Кхуань                   |
| Цзинь Шицзе | Саньтун Мау (Шаньдунский Кот) |
| Фэй Юй      | Джин Ву Куань                 |

## Кассовые сборы
Итоговая сумма кассовых сборов в кинопрокате Гонконга составила 10 017 864 гонконгских доллара, которую собрал фильм в период с 21 июля по 3 августа 1994 года. На Тайване фильм вышел 3 августа 1994 года и за 17 дней проката «Небо и землю» посмотрели 49207 зрителей на 115 экранах территории, что принесло картине сборы в размере 7 748 620 новых тайваньских долларов.

## Номинации
| Год  | Кинопремия                  | Категория      | Лауреат / претендент                                                                                   | Результат | Источник |
| ---- | --------------------------- | -------------- | --- | --------- | -------- |
| 1995 | 14-я Гонконгская кинопремия | «Лучшая песня» | «Мон чхин сёй» (кит. трад. 忘情水) (музыка — Чэнь Яочуань, слова — Престон Ли, исполнитель — Энди Лау) | Номинация | [ 3 ]    |